# Sevede och Aspelands kontrakt
Sevede och Aspelands kontrakt var ett kontrakt i Linköpings stift inom Svenska kyrkan. Kontraktet upplöstes 1 januari 2017 och församlingarna överfördes till Smålandsbygdens kontrakt.
Kontraktskoden var 0213.

## Administrativ historik
Kontraktet bildades 1962 av
större delen av då upphörda Tunaläns och Sevede kontrakt som omfattade
- Vimmerby stadsförsamling som 1965 uppgick i Vimmerby församling
- Vimmerby landsförsamling som 1965 uppgick i Vimmerby församling
- Pelarne församling
- Södra Vi församling som 2002 uppgick i Södra Vi-Djursdala församling
- Djursdala församling som 2002 uppgick i Södra Vi-Djursdala församling
- Frödinge församling
- Vena församling
- Hultsfreds församling bildad 1955
- Rumskulla församling
- Hässleby församling som 2008 överfördes till Vedbo och Ydre kontrakt
- Misterhults församling som 1962 övergick till Södra Tjusts och Tunaläns kontrakt
- Kristdala församling som 1962 övergick till Södra Tjusts och Tunaläns kontrakt
- Tuna församling som 1962 övergick till Södra Tjusts och Tunaläns kontrakt

hela då upphörda Aspelands kontrakt
- Mörlunda församling som 2006 uppgick i Mörlunda-Tveta församling
- Tveta församling som 2006 uppgick i Mörlunda-Tveta församling
- Virserums församling
- Järeda församling
- Målilla med Gårdveda församling
- Lönneberga församling

från Östra Njudungs kontrakt och Växjö stift
- Kråkshults församling som 2008 överfördes till Vedbo och Ydre kontrakt

1973 tillfördes från Södra Tjusts och Tunaläns kontrakt
- Locknevi församling som 2008 överfördes till Vedbo och Ydre kontrakt